# Forces belges en Allemagne
Pour les articles homonymes, voir FBA.
Les forces belges en Allemagne (FBA) ((nl): Belgische strijdkrachten in Duitsland (BSD)) est le nom donné à partir de 1955 à l'Armée belge en Allemagne après la Seconde Guerre mondiale, et, par extension, à la zone où les forces belges étaient cantonnées. Cette zone, souhaitée par le gouvernement belge, se situait en Allemagne de l'Ouest, dans ce qui était au début la zone d'occupation britannique en Allemagne et sous le commandement de la British Army of the Rhine — devenu en 1994 les Forces britanniques en Allemagne.

## Historique

Zone d'occupation belge entre 1946 et 1955 au sein de la zone britannique.

À partir du 1er avril 1946, trois brigades d'infanterie belge sont présentes en Allemagne et sous commandement britannique. Peu de temps après, les Belges obtiennent leur zone propre avec autonomie opérationnelle dans le secteur britannique dans le cadre du 1er corps d'armée belge crée le 15 octobre 1946 dont le quartier général est d'abord établi à Lüdenscheid avant d'être transféré en 1948 dans le quartier Lindenthal à Cologne. Son second commandant est Jean-Baptiste Piron du 25 décembre 1946 au 9 février 1951. Fin 1949, le quartier général prend garnison à Weiden-Lövenich, à la lisière ouest de Cologne.

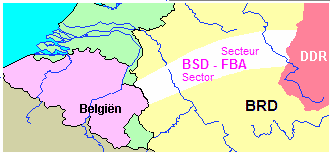
Secteur FBA en Allemagne de l’Ouest.

Ainsi, un territoire comprenant les villes d'Aix-la-Chapelle, Cologne, Soest, Siegen et Kassel, principalement en Rhénanie-du-Nord-Westphalie est contrôlé par l'armée belge. Il existait également à Bonn une garnison jusqu'à la création de la République fédérale d'Allemagne (RFA) le 23 mai 1949 dont une partie de l'administration prend place dans les locaux occupés alors par le commandement belge qui déménage dans la banlieue de Cologne à Weiden-Lövenich. Le 4 avril 1949, l'OTAN est fondée et le 9 mai 1955, la RFA en devient un partenaire. 

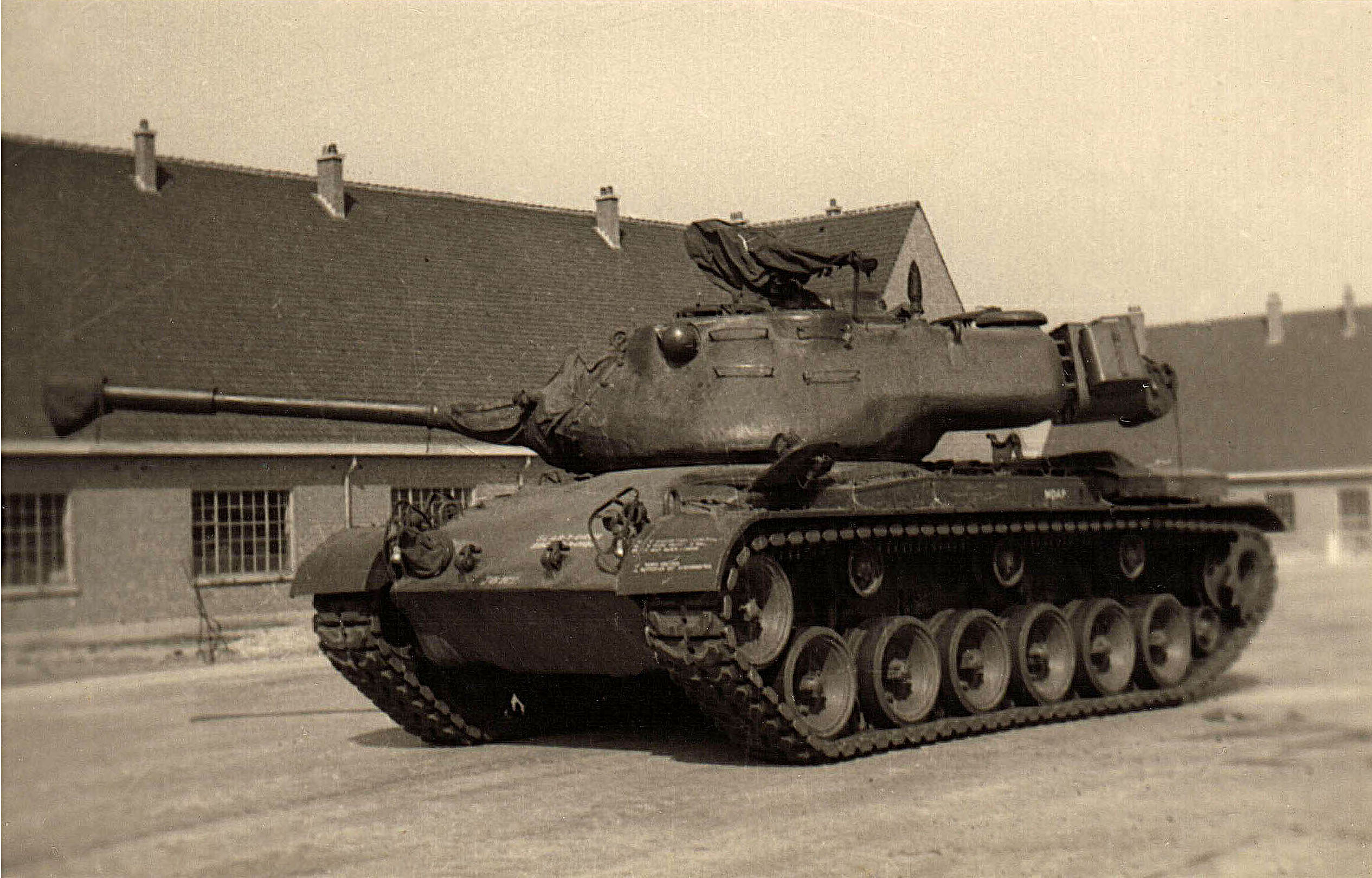
Un char M47 Patton du 1er régiment de lanciers à Düren en 1952.

L'Union soviétique et ses alliés du Pacte de Varsovie établi le 14 mai 1955, RDA comprise, est désormais le nouvel ennemi commun. Ainsi, une « force d'occupation » n'est plus nécessaire, mais les Belges restent en place et deviennent une « force de protection » contre une attaque éventuelle par les Soviétiques de la RFA et de l'Europe de l'Ouest sous le commandement du Northern Army Group. Un « créneau » s'étendant depuis la frontière belge jusqu'au rideau de fer est tenu par le contingent belge aux côtés des Américains et des Britanniques. C'est un territoire de 60 kilomètres sur 250 que l'armée doit défendre en cas de Troisième Guerre mondiale. En cas de guerre, des plans sont prévus pour le renforcement de la zone par des troupes envoyées de Belgique ainsi que pour l'évacuation vers la Belgique des familles des militaires.

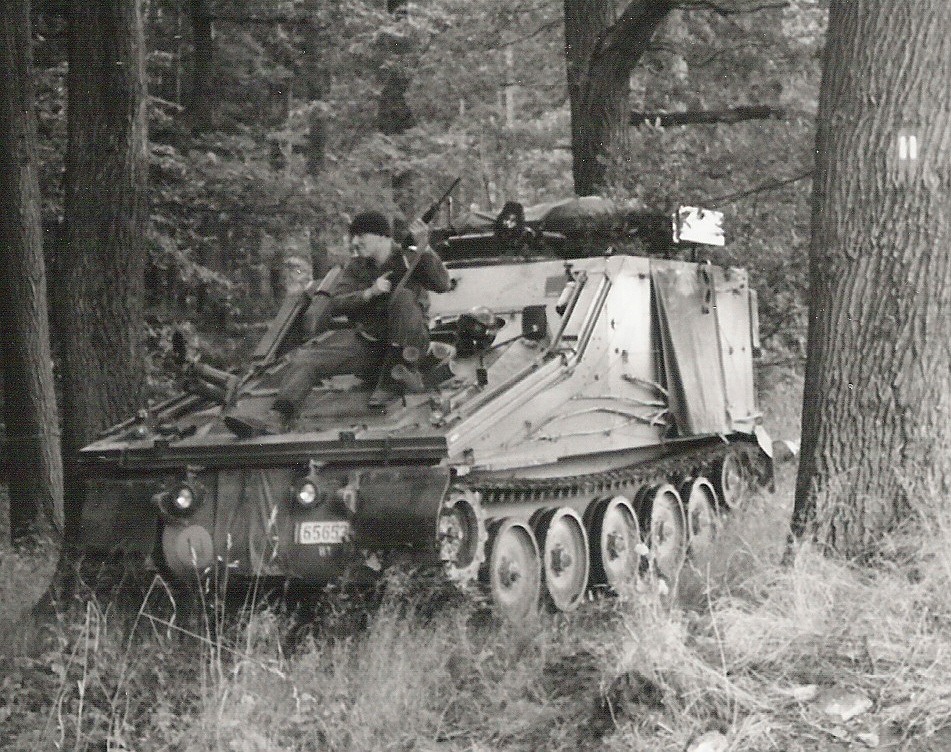
Ambulance blindée FV-104 Samaritan belge en manœuvres en Allemagne de l'Ouest en 1988.

Cette zone était surnommée « la 10e province belge » (la Belgique ne comptait formellement que 9 provinces jusqu'à la scission de la province de Brabant en 1995). Son code postal, 4090, témoignait de son rattachement administratif partiel à la province de Liège, qui lui était contiguë. Des dizaines de milliers de Belges y résidaient avec leurs familles, on y trouvait des magasins qui leur étaient réservés ainsi que des écoles de l'État (du niveau maternel au secondaire inclus). Au début des années 1950, on comptait 40 000 soldats stationnés. Ce nombre fut ramené à environ 25 000 au début des années 1990. À la suite de la restructuration de l'armée en Belgique, le contingent fut encore graduellement réduit. La dernière caserne (Troisdorf-Spich) a été fermée le 31 août 2003. Néanmoins, quelques militaires belges restèrent jusqu'en 2005 au camp de Vogelsang, à la frontière belge.